# 武井択也
武井 択也（たけい たくや、1986年1月25日 - ）は、栃木県栃木市出身の元サッカー選手、サッカー指導者。ポジションはミッドフィールダー（ボランチ）。

## 経歴
幼少時代を過ごした宮城県富谷町でサッカーをはじめ、國學院栃木高時代までは全くの無名の存在であった。
2004年、流通経済大学へ進学。流通経済大サッカー部も1・2年次はIリーグ（大学の育成リーグ）で下積みをし、3年次に強靭なフィジカルと、豊富な運動量を生かした粘り強い守備が持ち味の守備的MF（ボランチ） として頭角を現し始め、2007年の総理大臣杯優勝に貢献。また、2006年に全日本大学選抜、2007年にはユニバーシアード代表に選ばれた。
大学4年次に練習生として複数のJリーグクラブのトレーニングに参加。2008年、ガンバ大阪に入団した。
入団1、2年目は主にリードした試合の後半からの途中出場で起用され、入団3年目の2010年は、主にボランチの明神智和が負傷離脱した際の代役として出場機会を掴み、リーグ最終節清水エスパルス戦でプロ初ゴールも決めた。
2011年は、レギュラーの橋本英郎がキャンプ中に長期離脱したことで開幕からレギュラーに定着し、チーム事情に応じ本職のボランチのみならず、サイドハーフやサイドバックもこなすマルチロールぶりを発揮し、出場停止の1試合を除く33試合に出場し、日刊スポーツ制定のG大阪で年間を通じて活躍した選手に贈られる「黄金の脚賞」を受賞した。
2012年はスタメンの出場は前年よりも減ったが、シーズン通して様々なポジションで起用された。2013年は出場数が激減しわずか7試合に留まった。シーズン終了後、ベガルタ仙台へ完全移籍。
2014年は14試合、2015年は4試合と出場機会に恵まれず、シーズン終了後、松本山雅FCへ完全移籍。2017年をもって、退団。2018年4月3日にJFAの移籍リストから抹消され、現役引退した。
2018年12月25日時点では、JFAに仲介人として登録されている。2024年1月22日、國學院栃木高校サッカー部の監督に就任すると報じられた。

## 人物・エピソード
- 学生時代はイケメン選手として評判であったが、G大阪入団後は陽気なキャラクターでチームメイトからの人望が厚いお笑い系。G大阪では毎回「乾杯の音頭」をとる役に指名されていた[7]。
- 2011年10月7日、入籍を発表[8]。
- G大阪時代には、2011年から2013年まで、同クラブの公式応援番組『GAMBA TV〜青と黒〜』（毎日放送）の企画プロデューサーを担当。当時現役の選手でありながら、「武井択也の武い～話」など、多くのコーナーに出演した。現役引退後の2018年には、10月1日に同局で放送されたJ1リーグ公式戦・G大阪対サンフレッチェ広島戦（9月29日にパナソニックスタジアム吹田で催されたナイトゲーム）の録画中継に解説者として出演。試合後にかつてのチームメイト（遠藤保仁・今野泰幸・東口順昭・藤春廣輝）からプレーのポイントを訊き出した模様が、翌2日の『GAMBA TV』内で、「武井択也の武い～プレー」として放送された。

## 所属クラブ
- 1998年 - 2000年 栃木市立東陽中学校
- 2001年 - 2003年 國學院大學栃木高校
- 2004年 - 2007年 流通経済大学
- 2008年 - 2013年  ガンバ大阪
- 2014年 - 2015年  ベガルタ仙台
- 2016年 - 2017年  松本山雅FC

## 個人成績
| 国内大会個人成績 | 国内大会個人成績 | 国内大会個人成績 | 国内大会個人成績 | 国内大会個人成績 | 国内大会個人成績 | 国内大会個人成績 | 国内大会個人成績 | 国内大会個人成績 | 国内大会個人成績 | 国内大会個人成績 | 国内大会個人成績 |
| 年度             | クラブ           | 背番号           | リーグ           | リーグ戦         | リーグ戦         | リーグ杯         | リーグ杯         | オープン杯       | オープン杯       | 期間通算         | 期間通算         |
| 年度             | クラブ           | 背番号           | リーグ           | 出場             | 得点             | 出場             | 得点             | 出場             | 得点             | 出場             | 得点             |
| 日本             | 日本             | 日本             | 日本             | リーグ戦         | リーグ戦         | リーグ杯         | リーグ杯         | 天皇杯           | 天皇杯           | 期間通算         | 期間通算         |
| ---------------- | ---------------- | ---------------- | ---------------- | ---------------- | ---------------- | ---------------- | ---------------- | ---------------- | ---------------- | ---------------- | ---------------- |
| 2005             | 流経大           | 7                | JFL              | 9                | 0                | -                | -                | -                | -                | 9                | 0                |
| 2006             | 流経大           | 13               | JFL              | 8                | 0                | -                | -                | 1                | 0                | 9                | 0                |
| 2007             | 流経大           | 23               | JFL              | 9                | 1                | -                | -                | 1                | 0                | 10               | 1                |
| 2008             | G大阪            | 23               | J1               | 3                | 0                | 2                | 0                | 3                | 0                | 8                | 0                |
| 2009             | G大阪            | 25               | J1               | 5                | 0                | 0                | 0                | 2                | 0                | 7                | 0                |
| 2010             | G大阪            | 23               | J1               | 21               | 1                | 2                | 0                | 5                | 0                | 28               | 1                |
| 2011             | G大阪            | 23               | J1               | 33               | 2                | 2                | 0                | 2                | 0                | 37               | 2                |
| 2012             | G大阪            | 23               | J1               | 26               | 2                | 2                | 0                | 6                | 0                | 34               | 2                |
| 2013             | G大阪            | 23               | J2               | 7                | 1                | -                | -                | 1                | 0                | 8                | 1                |
| 2014             | 仙台             | 27               | J1               | 14               | 0                | 4                | 0                | 1                | 0                | 19               | 0                |
| 2015             | 仙台             | 27               | J1               | 4                | 0                | 5                | 0                | 1                | 0                | 10               | 0                |
| 2016             | 松本             | 7                | J2               | 25               | 0                | -                | -                | 1                | 0                | 26               | 0                |
| 2017             | 松本             | 7                | J2               | 13               | 0                | -                | -                | 3                | 0                | 16               | 0                |
| 通算             | 日本             | 日本             | J1               | 106              | 5                | 17               | 0                | 20               | 0                | 143              | 5                |
| 通算             | 日本             | 日本             | J2               | 45               | 1                | -                | -                | 5                | 0                | 50               | 1                |
| 通算             | 日本             | 日本             | JFL              | 26               | 1                | -                | -                | 2                | 0                | 28               | 1                |
| 総通算           | 総通算           | 総通算           | 総通算           | 177              | 7                | 17               | 0                | 27               | 0                | 221              | 7                |

その他公式戦
- 2016年
  - J1昇格プレーオフ 1試合0得点

| 国際大会個人成績 | 国際大会個人成績 | 国際大会個人成績 | 国際大会個人成績 | 国際大会個人成績 | FIFA      | FIFA      |
| 年度             | クラブ           | 背番号           | 出場             | 得点             | 出場      | 得点      |
| AFC              | AFC              | AFC              | ACL              | ACL              | クラブW杯 | クラブW杯 |
| ---------------- | ---------------- | ---------------- | ---------------- | ---------------- | --------- | --------- |
| 2008             | G大阪            | 23               | 3                | 0                | 2         | 0         |
| 2009             | G大阪            | 25               | 2                | 0                | -         | -         |
| 2010             | G大阪            | 23               | 3                | 0                | -         | -         |
| 2011             | G大阪            | 23               | 6                | 2                | -         | -         |
| 2012             | G大阪            | 23               | 6                | 0                | -         | -         |
| 通算             | AFC              | AFC              | 20               | 2                | 2         | 0         |

その他の国際公式戦
- 2008年
  - パンパシフィックチャンピオンシップ 2試合0得点
  - スルガ銀行チャンピオンシップ 1試合0得点

### 出場歴
- Jリーグ初出場 - 2008年8月23日 J1 第22節 vsヴィッセル神戸（万博記念競技場）
- Jリーグ初得点 - 2010年12月4日 J1 第34節 vs清水エスパルス（アウトソーシングスタジアム日本平）

## 選抜歴
- 2006年 全日本大学選抜
- 2007年 ユニバーシアードサッカー日本代表

## タイトル

### クラブ
流通経済大学
- 茨城県サッカー選手権大会：2回（2004年、2006年）
- 関東大学サッカーリーグ戦1部：1回（2006年）
- 総理大臣杯：1回（2007年）

ガンバ大阪
- Jリーグ ディビジョン2：1回（2013年）
- 天皇杯：2回（2008年、2009年）
- AFCチャンピオンズリーグ：1回（2008年）
- パンパシフィックチャンピオンシップ：1回（2008年）

## 指導歴
- 2024年 -  國學院大學栃木高校 監督